# ラウ・カーリョン
ラウ・カーリョン（劉 家良、Lau Ka-Leung、1934年7月28日 - 2013年6月25日）は、香港の俳優、監督。中国広東省広州市生まれ。

## 人物・経歴
同じく俳優、監督、武術指導で知られるラウ・カーウィン（劉家栄、別名ブルース・ラウ）は実弟。またリュー・チャーフィー（劉家輝、別名ラウ・カーフェイ、ゴードン・ラウ）は義弟（父の養子）。両者との共作・共演も多い。
父親（劉湛）も武術家だったが、本人も洪家拳の達人であり、初期カンフー映画のアクションスターでもあった。1970年代以降は監督としても『少林寺三十六房』『阿羅漢』など多数の作品を手掛け、また武術指導者としてもユエン・ウーピンと並ぶ香港映画界の重鎮である。
日本のムックのインタビューで癌に侵されていることを発表したが、その後も精力的に活動していた。1994年にリンパ節腫瘍と診断され闘病中であったが、2005年公開の『セブンソード』での出演およびアクション監督を最後に映画界に姿を見せなくなる。
2011年に骨髄再生不良となり、2013年6月に肺炎を併発し、家族や親しい友人に看取られながら、78歳で亡くなった。

## 主な監督作品
- マジッククンフー 神打拳 The Spiritual Boxer 神打 (1975)
- ワンス・アポン・ア・タイム 英雄少林拳 Challenge Of The Masters 陸阿采與黄飛鴻 (1976)
- 少林虎鶴拳 Executioners From Shaolin 洪熙官 (1977)
- 少林寺三十六房 The 36th Chamber Of Shaolin 少林三十六房 (1978)
- 激突!蟷螂拳 Shaolin Mantis 螳螂 (1978)
- 少林寺VS忍者 Heroes Of The East 中華丈夫 (1978)
- 霊幻少林拳 The Shadow Boxing 茅山殭屍拳 (1979)
- 少林皇帝拳 Dirty Ho 爛頭何 (1979)
- マッドクンフー 猿拳 Mad Monkey Kung Fu 瘋猴 (1979)
- 続・少林寺三十六房 Return To The 36th Chamber 少林搭棚大師 (1980)
- ワンス・アポン・ア・タイム 英雄少林拳 武館激闘 Martial Club 武館 (1981)
- レディークンフー 激闘拳 My Young Auntie 長輩 (1981)
- 秘技・十八武芸拳法 Legendary Weapons Of China 十八般武藝 (1982)
- Cat Vs. Rat 御猫三戯錦毛鼠 (1982)
- The Lady Is The Boss 掌門人 (1983)
- 少林寺秘棍房 The Eight Diagram Pole Fighter 五郎八卦棍 (1984)
- 新・少林寺三十六房 Disciples Of The 36th Chamber 霹靂十傑 (1985)
- 阿羅漢 Martial Arts Of Shaolin 南北少林 (1986)
- タイガー・オン・ザ・ビート Tiger On The Beat 老虎出更 (1988)
- 悪漢探偵V 最後のミッション Aces Go Places V : The Terracotta Hit 新最佳拍檔 (1989)
- タイガー・オン・ザ・ビート2 Tiger On The Beat 2 老虎出更2 (1990)
- 酔拳2 Drunken Master II 醉拳II (1994)
- 酔拳3 Drunken Master III 醉拳III (1994)
- 超酔拳 Drunken Monkey 醉馬騮 (2002)